# Lino Aldani
Lino Aldani (San Cipriano Po, 29 de Março de 1926 — Pavia, 31 de janeiro de 2009) era um autor italiano de ficção científica. Foi professor de matemática, crítico, e antologista.
Inicia-se na ficção científica no final de 1960. Em 1961, publica um ensaio intitulado La Fantascienza ("A Ficção Científica"), o primeiro livro  publicado em Itália sobre o assunto. Em 1963 funda a revista Futuro, em colaboração com Massimo Lo Jacono e Giulio Raiola. Escreveu romances, numerosas novelas, guiões para televisão e uma peça de teatro.
Para além do seu nome, usou o pseudónimo N. L. Janda. As suas obras encontram-se traduzidas em diversas línguas.